# Matías Meza-Lopehandía
Matías Alonso Meza-Lopehandía Glaesser (Santiago, 1980) es un abogado y político chileno, miembro de Convergencia Social (CS).

## Estudios y carrera profesional
Realizó sus estudios superiores en la carrera de derecho en la Universidad de Chile, y luego cursó un magister en derechos humanos en la London School of Economics de Inglaterra.
Durante su época estudiantil, en 2004, fue presidente del Centro de Alumnos de la Facultad de Derecho de la Universidad de Chile, en ese momento, Gabriel Boric ingresaría a dicha universidad a cursar la carrera de derecho. En aquella ocasión, ambos entablaron una relación como parte del colectivo «Estudiantes Autónomos», hasta 2005.
Posteriormente, en 2018, ingresó a militar en Convergencia Social (CS), junto a Boric, líder del partido. 
Entre 2014 y 2022 ejerció como funcionario de la Biblioteca del Congreso Nacional de Chile (BCN), lugar en el que realiza asesorías y análisis en la tramitación de proyectos de ley a diferentes parlamentarios.
Por otra parte, es coautor junto a Nancy Yáñez y José Aylwin (coordinador) del libro Los pueblos indígenas y el derecho, que trata sobre reconocimiento de los pueblos originarios en el país. También, ha realizado columnas sobre el proceso constituyente en Chile.
Entre el 11 de marzo de 2022 y el 7 de enero de 2023 se desempeñó como jefe de gabinete de la Presidencia en el gobierno de Gabriel Boric.